# 比利时国家安全局
50°51′27.69″N 4°21′18.58″E / 50.8576917°N 4.3551611°E比利时国家安全局(VSSE，荷蘭語：Staatsveiligheid；法语：Sûreté de l'État）是比利时的一个情报和安全机构。它成立於1830年比利时独立後的數天內，是除梵蒂冈以外最古老的情报机构。  

## 外部連結
- 官方网站
- Standing Intelligence Agencies Review Committee （页面存档备份，存于）